# المپیک تابستانی ۲۰۱۶

سکه های 1 رئال یادبودی به مناسبت المپیک ریو برزیل سال 2016 [https://sekekala.com/ منبع سایت : سکه کالا

بازی‌های المپیک تابستانی ۲۰۱۶ که با نام رسمی «بازی‌های المپیاد سی و یکم» و «المپیک ریو» شناخته می‌شود از ۵ تا ۲۱ اوت ۲۰۱۶ میلادی (۱۵ تا ۳۱ مرداد ۱۳۹۵) در شهر «ریو دو ژانیرو» در کشور برزیل برگزار شد.
شهر ریو دو ژانیرو به عنوان میزبان این بازی‌ها در تاریخ ۲ اکتبر ۲۰۰۹ میلادی، توسط کمیته بین‌المللی المپیک انتخاب شد.
پرشان تاتینا 
زبان انگلیسی

## ایران در المپیک ۲۰۱۶
ایران با رهبری شاهرخ شهنازی در معارفه حاضر شد و در رتبه ۲۴ با ۸ مدال رنگارنگ قرار گرفت

## انتخاب محل برگزاری مسابقات
| نتایج انتخابات محل برگزاری المپیک ۲۰۱۶ | نتایج انتخابات محل برگزاری المپیک ۲۰۱۶ | نتایج انتخابات محل برگزاری المپیک ۲۰۱۶ | نتایج انتخابات محل برگزاری المپیک ۲۰۱۶ | نتایج انتخابات محل برگزاری المپیک ۲۰۱۶ | نتایج انتخابات محل برگزاری المپیک ۲۰۱۶ |
| -------------------------------------- | -------------------------------------- | -------------------------------------- | -------------------------------------- | -------------------------------------- | -------------------------------------- |
| شهر                                    | NOC                                    | دور ۱                                  | دور ۲                                  | دور ۳                                  |                                        |
| ریو دو ژانیرو                          | برزیل                                  | ۲۶                                     | ۴۶                                     | ۶۶                                     |                                        |
| مادرید                                 | اسپانیا                                | ۲۸                                     | ۲۹                                     | ۳۲                                     |                                        |
| توکیو                                  | ژاپن                                   | ۲۲                                     | ۲۰                                     | —                                      |                                        |
| شیکاگو                                 | ایالات متحده آمریکا                    | ۱۸                                     | —                                      | —                                      |                                        |

## انتخاب میزبان
کاندیداها:
1. مادرید-پادشاهی اسپانیا
2. باکو-جمهوری آذربایجان
3. پراگ-جمهوری چک
4. ریو دو ژانیرو-برزیل
5. شیکاگو-ایالات متحده آمریکا
6. دوحه-قطر

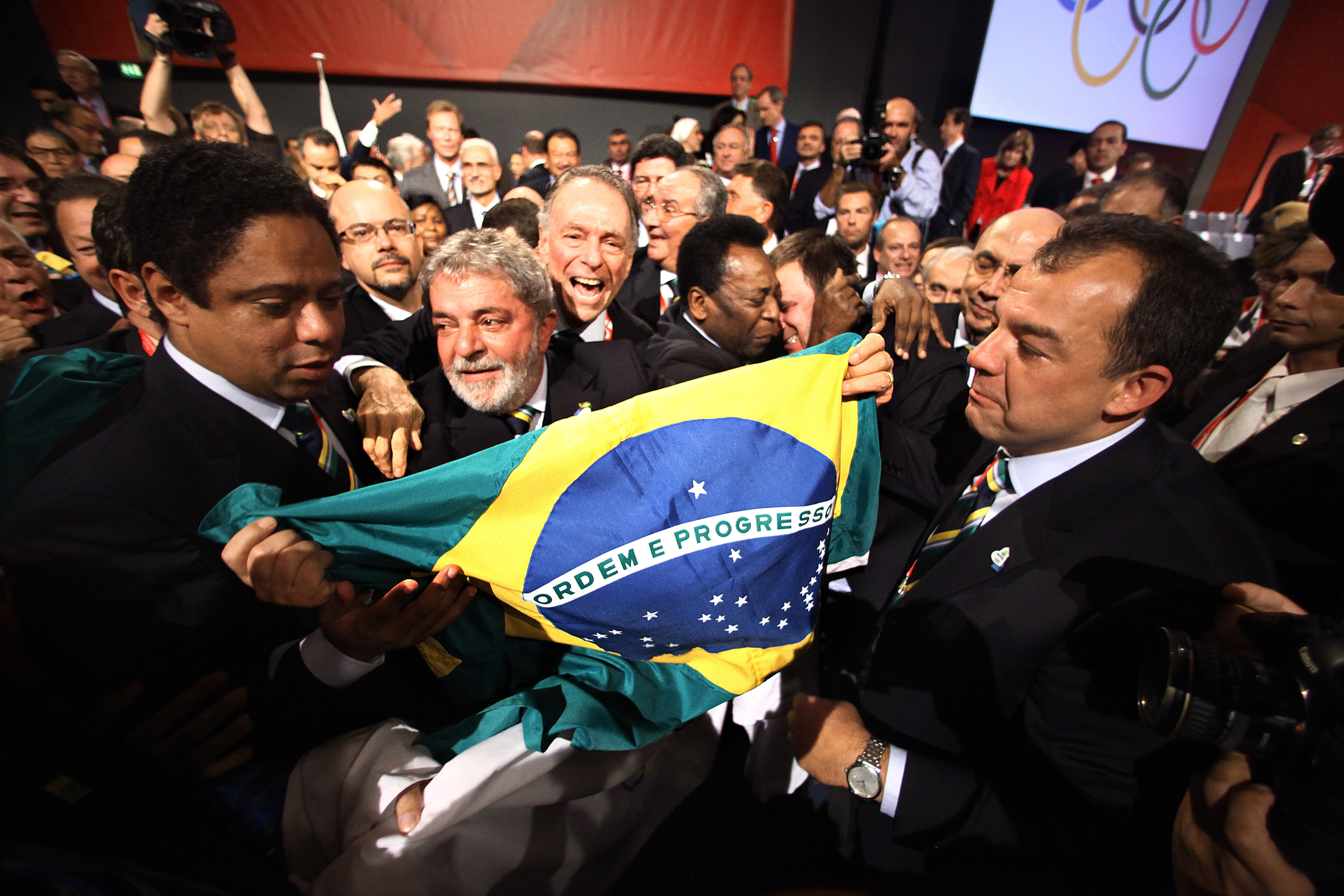
خوشحالی رئیس‌جمهور لوئیس ایناسیو لولا دا سیلوا (با پرچم برزیل)، پله فوتبالیست برزیلی و سرجیو کابرال فیلو فرماندار ایالت ریو دو ژانیرو در سال ۲۰۰۹ در زمانی که برزیل به عنوان میزبان انتخاب شد.

7. توکیو-امپراتوری ژاپن (برای دومین بار)

انتخاب: ریو دو ژانیرو
محل رای‌گیری: کپنهاگ-دانمارک
روند مناقصه برای بازی‌های المپیک تابستانی ۲۰۱۶ رسماً در ۱۶ مه ۲۰۰۷ آغاز شد. شیکاگو، مادرید، ریو دو ژانیرو و توکیو به عنوان چهار شهرستان نامزد در تاریخ ۴ ژوئن ۲۰۰۸ انتخاب شدند. رای‌گیری نهایی در ۲ اکتبر ۲۰۰۹ در کپنهاگ و مادرید برگزار شد و ریو دو ژانیرو به عنوان میزبان نهایی توسط کمیته بین‌المللی المپیک انتخاب شد. شیکاگو و توکیو پس از دور اول و دوم انتخابات به ترتیب حذف شدند و مادرید نیز در جایگاه دوم ایستاد. باراک اوباما رئیس‌جمهور آمریکا صبح روز رای‌گیری نهایی توصیه کرده بود که شیکاگو برای میزبانی المپیک انتخاب شود.

## توسعه و آماده‌سازی

### سالن و زیرساخت

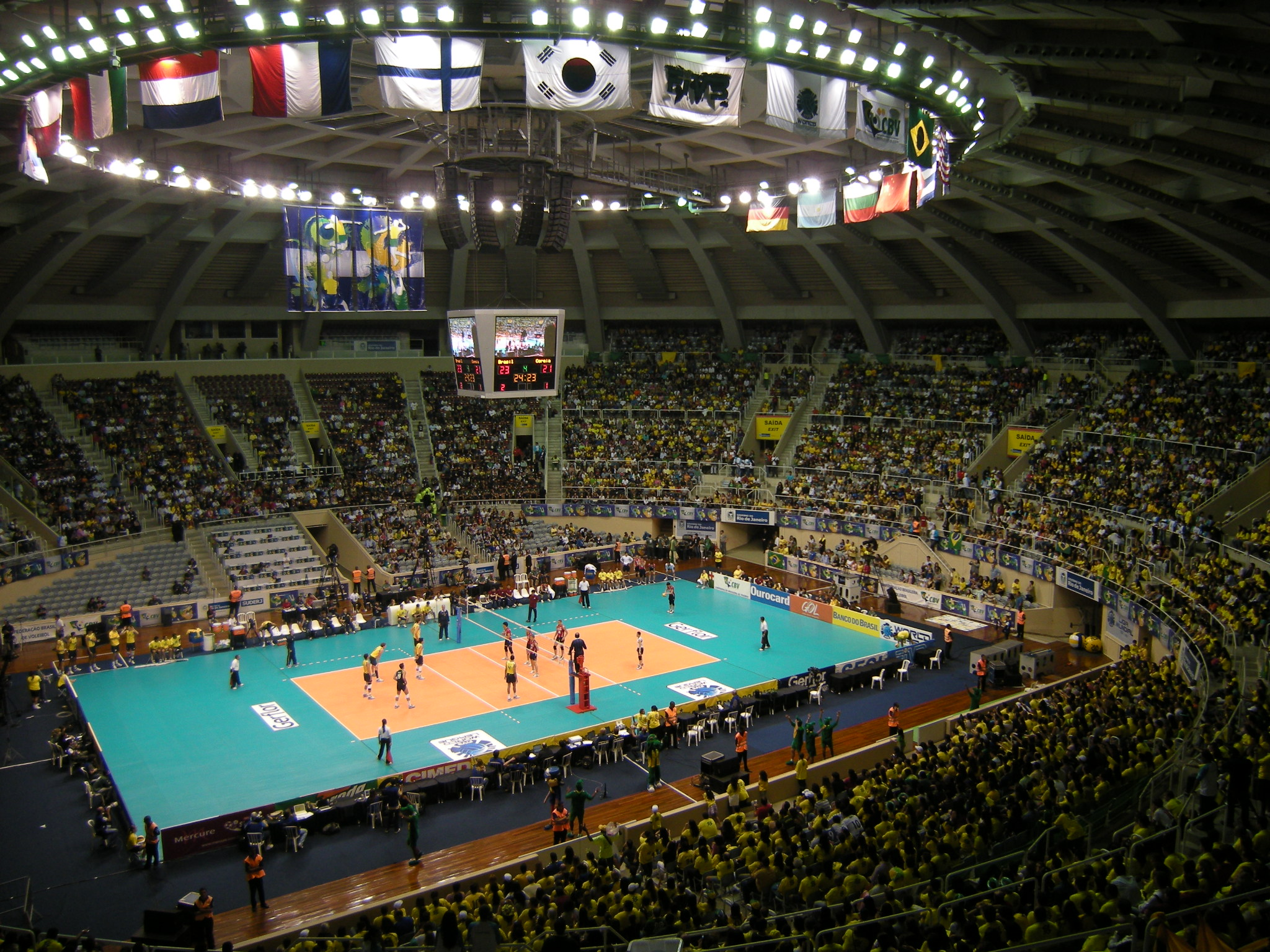
جیناسیو دو ماراکانازینیو ورزشگاه برگزاری مسابقات والیبال

بیشتر سالن‌ها بازی‌های المپیک و دهکده المپیک نیز در ساحل بارا دا تیجوکا قرار دارد.
مسابقات فوتبال در بازی‌های المپیک تابستانی ۲۰۱۶ نیز در پنج ورزشگاه شهر سائوپائولو، بلو هوریزونته، سالوادور، برازیلیا و مانائوس برگزار خواهد شد.

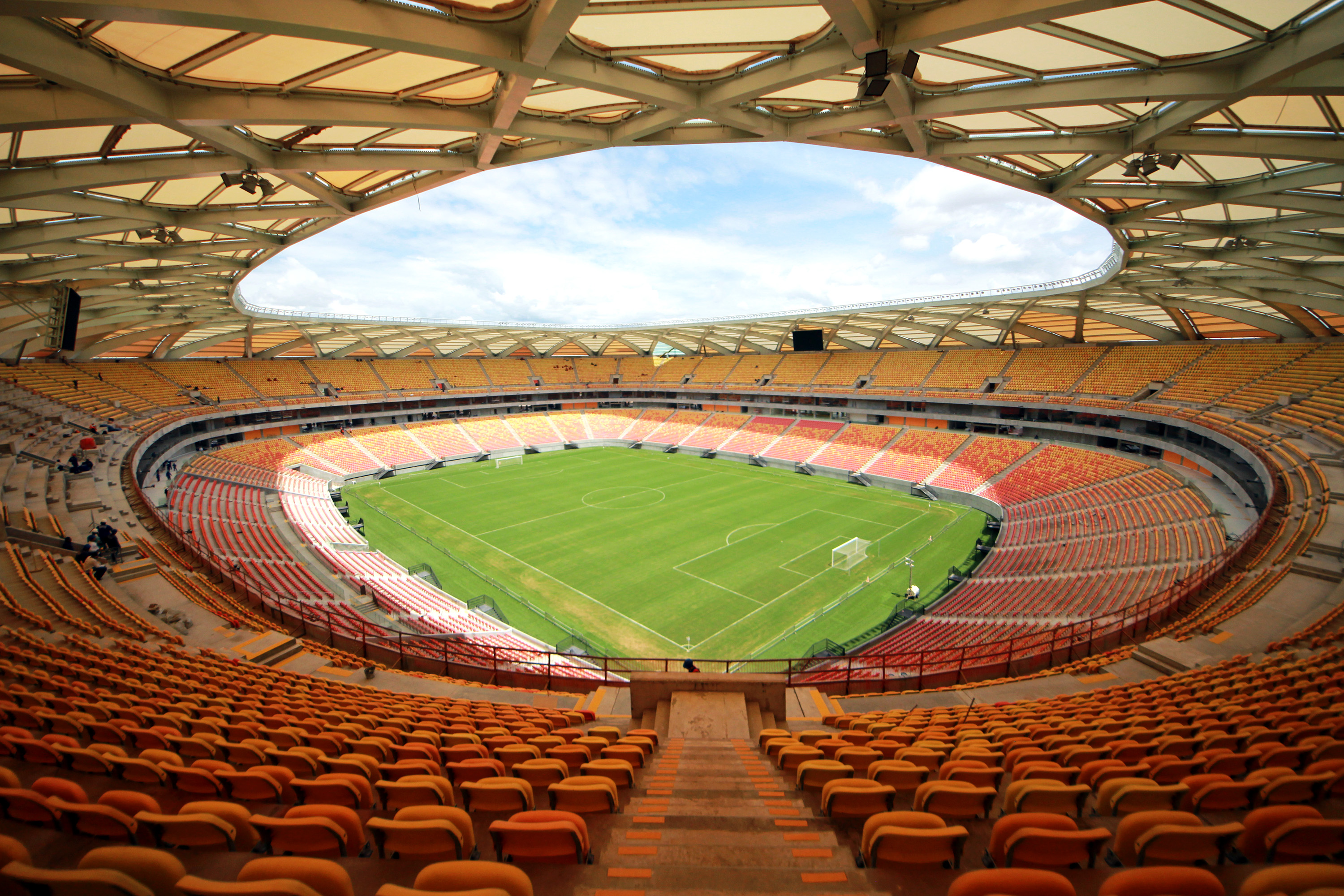
ورزشگاه آرنا آمازونیا مانائوس
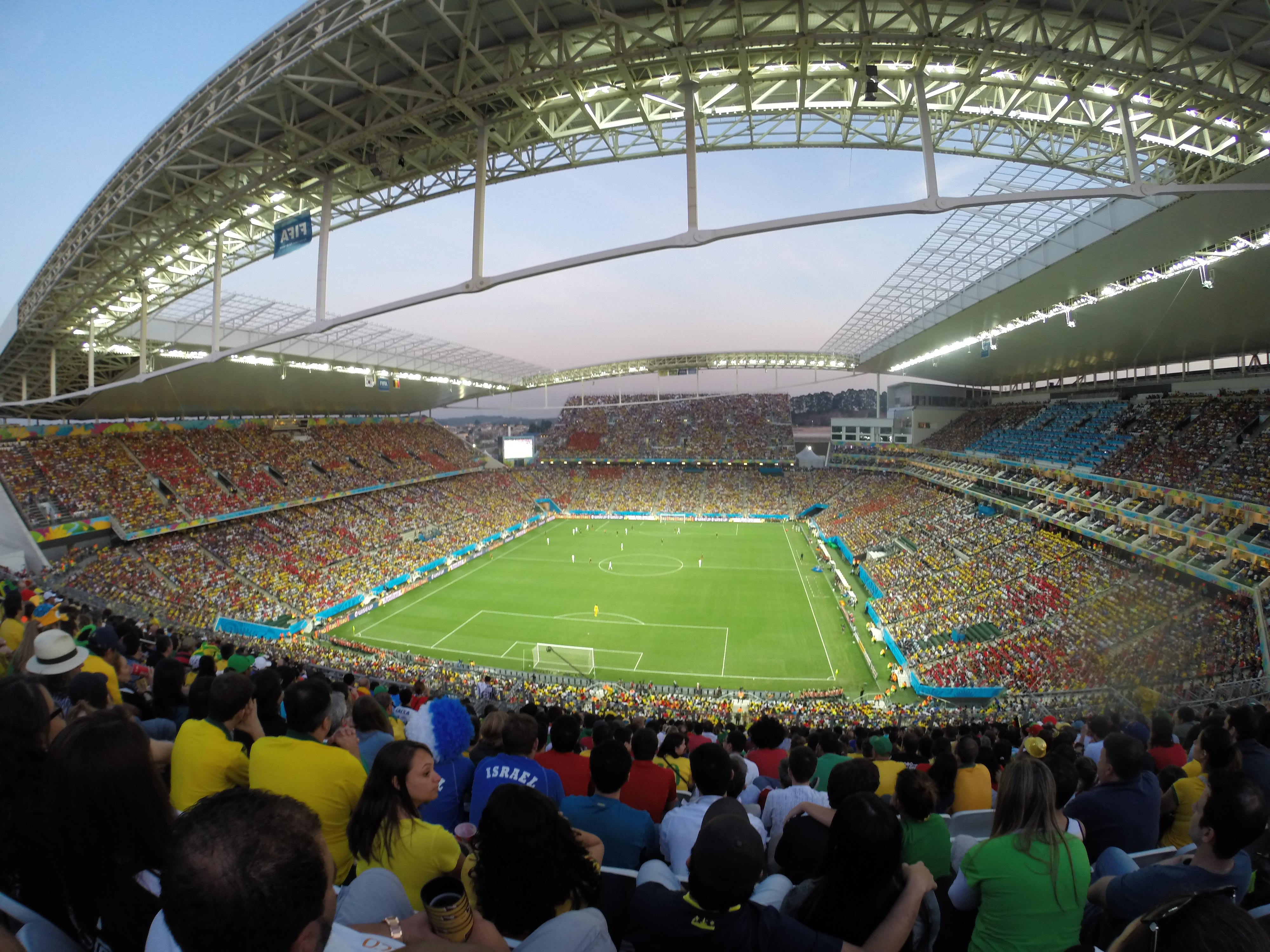
ورزشگاه آرنا کورینتیانس سائو پائولو
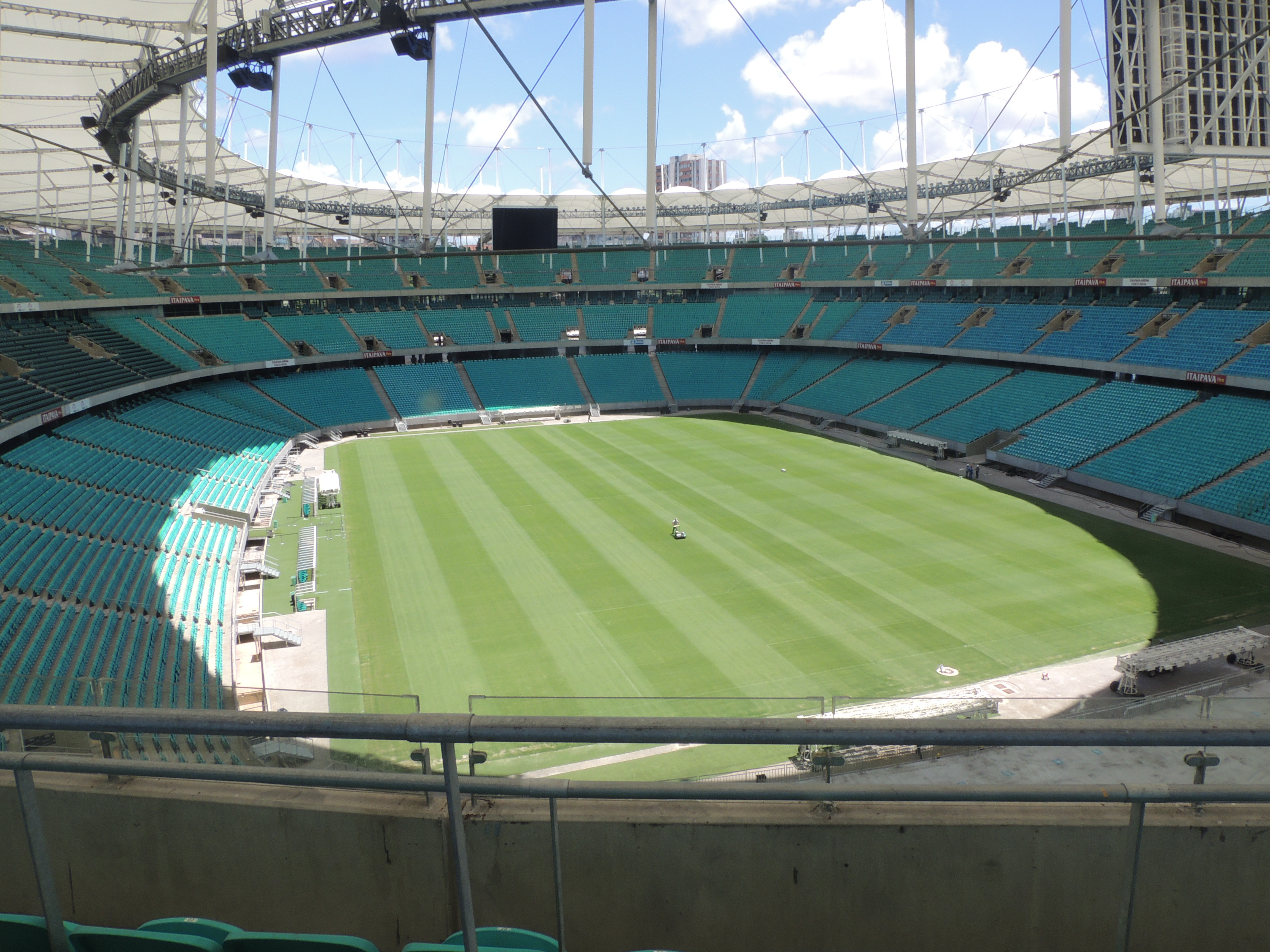
ورزشگاه ایتایپاوا آرنا فونته نوآوا سالوادور
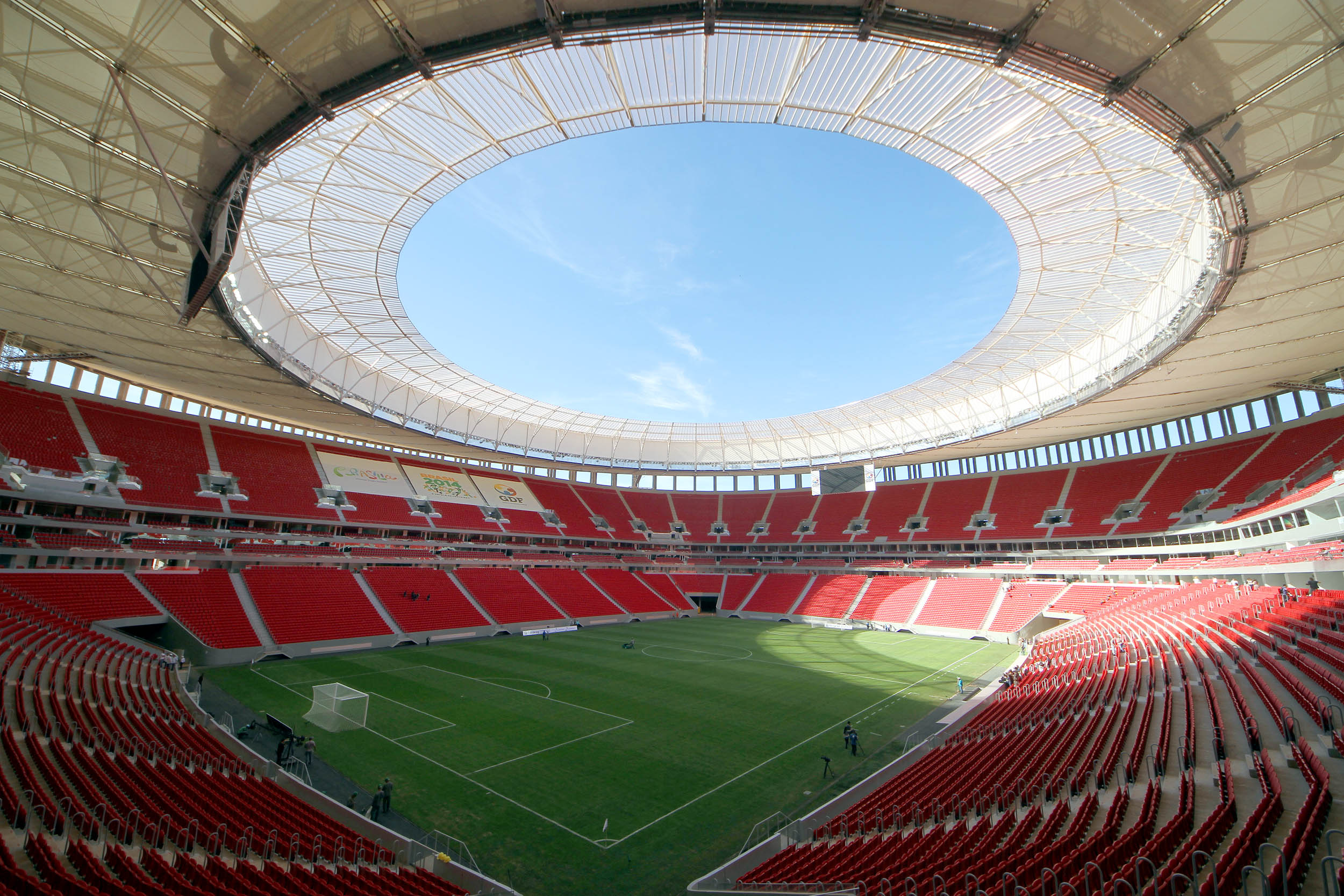
ورزشگاه ملی مانه گارینشا برازیلیا
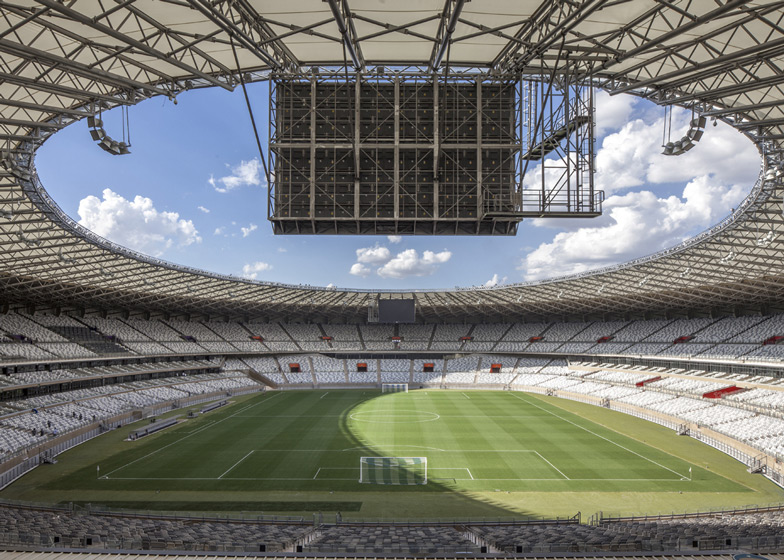
ورزشگاه مینیرو
بلو هوریزونته

## امنیت
با توجه به خشونت‌های رخ داده در ماه‌های منتهی به شروع بازی‌ها که در ریودوژانیرو و در نزدیکی استادیوم‌های مربوط به المپیک ۲۰۱۶ اتفاق افتاد، نگرانی‌ها دربارهٔ امنیت بازی‌های سال آینده زیاد شد. دسامبر گذشته دو قایقران انگلیس در این منطقه در حالی که در نزدیکی هتل خود قدم می‌زدند با چاقو تهدید شدند و همه تجهیزات آن‌ها ربوده شد. برای برقراری امنیت مسابقات دولت برزیل ۸۵ هزار مأمور امنیتی و پلیس برای حفاظت از بازی‌های المپیک تابستانی ریو به کار گرفت. در ادامه هم آژانس بین‌المللی انرژی اتمی نیز اعلام کرد برای جلوگیری از وقوع حملات تروریستی احتمالی در زمان برگزاری المپیک برزیل، امکانات لازم را در اختیار این کشور قرار می‌دهد.

## تأمین مالی

### فاز اول - متقاضی شهر

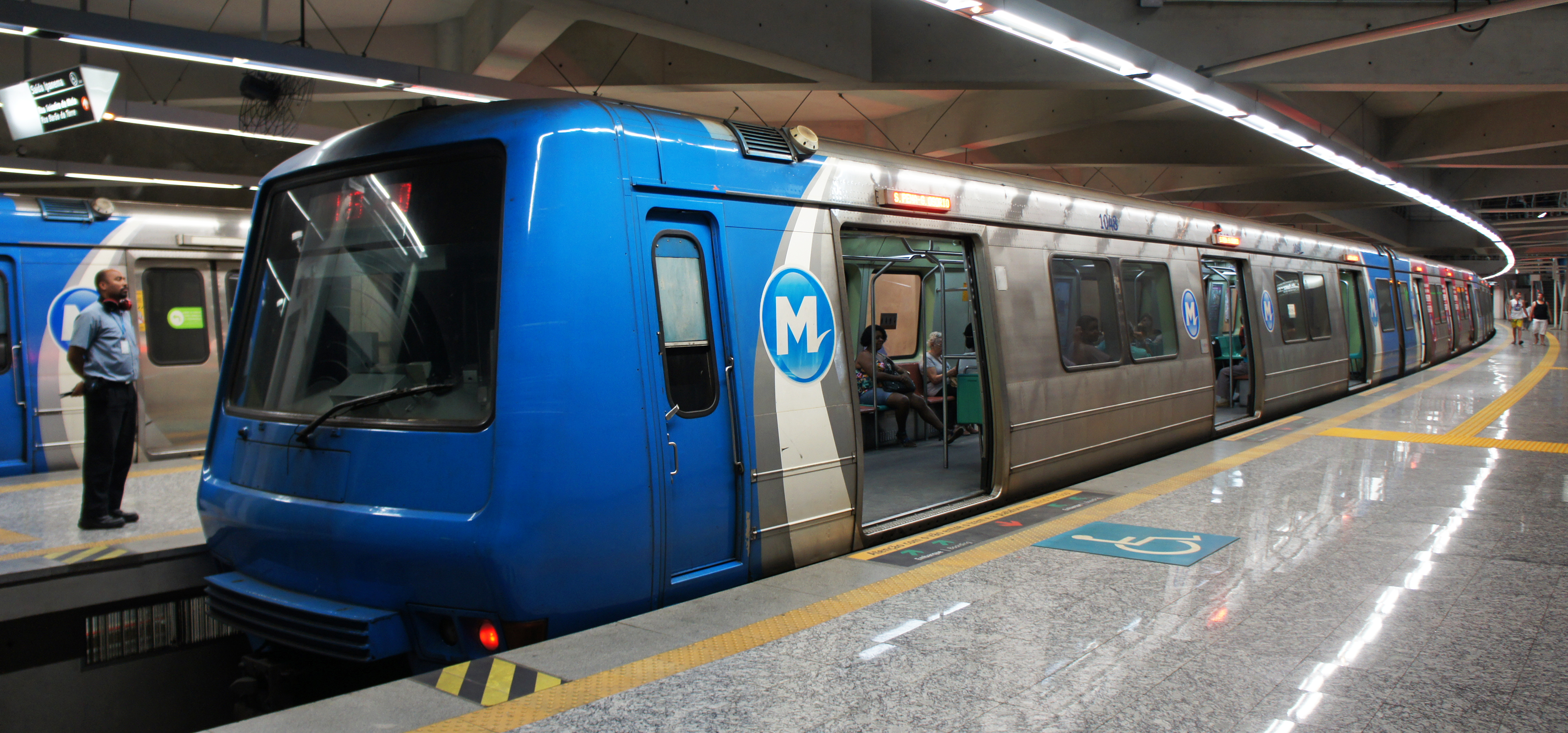
متروی ریو دو ژانیرو

| درآمد       | دولت فدرال        | دولت ایالتی       | جمع               |
| ----------- | ----------------- | ----------------- | ----------------- |
| بودجه عمومی | ۳٬۰۲۲٬۰۹۷٫۸۸ رئال | ۳٬۲۷۹٬۹۸۴٫۹۸ رئال | ۶٬۳۰۲٬۰۸۲٫۸۶ رئال |
| بودجه خصوصی | –                 | –                 | ۲٬۸۰۴٬۸۲۲٫۱۶ رئال |
| مجموع       | –                 | –                 | ۹٬۱۰۶٬۹۰۵٫۰۲ رئال |

### فاز دوم - نامزدهای شهر
درآمدهای عمومی
| درآمد       | بودجهٔ عمومی        |
| ----------- | ------------------ |
| دولت فدرال  | ۴۷٬۴۰۲٬۵۳۱٫۷۵ رئال |
| دولت ایالتی | ۳٬۶۱۷٬۵۵۶٫۰۰ رئال  |
| دولت شهری   | ۴٬۹۹۵٬۶۲۰٫۹۳ رئال  |
| مجموع       | ۵۶٬۰۱۵٬۷۰۸٫۶۸ رئال |

## درآمد شخصی
| درآمد         | بودجه شخصی      |
| ------------- | --------------- |
| گروه ای‌بی‌اکس  | R$۱۳٬۰۰۰٬۰۰۰٫۰۰ |
| ایکی باتیستا  | R$۱۰٬۰۰۰٬۰۰۰٫۰۰ |
| بانکو برادسکو | R$۳٬۵۰۰٬۰۰۰٫۰۰  |
| اودبرچت       | R$۳٬۳۰۰٬۰۰۰٫۰۰  |
| امبراتل       | R$۳٬۰۰۰٬۰۰۰٫۰۰  |
| تام ایرلاینز¹ | R$۱٬۲۳۳٬۷۲۶٫۰۰  |
| مجموع         | R$۳۴٬۰۳۳٬۷۲۶٫۰۰ |

¹تام ایرلاینز کمک با R$۱٬۲۳۳٬۷۲۶٫۰۰ با تخفیف بلیت هوایی.

### سرمایه‌گذاری
| شهر/المپیک      | سرمایه‌گذاری   | عمومی          | خصوصی          |
| --------------- | ------------- | -------------- | -------------- |
| پارک ملی المپیک | R$۵٫۶ بیلیون  | R$۱٫۴۶ بیلیون  | R$۴٫۱۸ بیلیون  |
| حمل و نقل عمومی | R$۲۴ بیلیون   | R$۱۳٫۷ بیلیون  | R$۱۰٫۳ بیلیون  |
| مجموع           | R$۲۹٫۶ بیلیون | R$۱۵٫۱۶ بیلیون | R$۱۴٫۴۸ بیلیون |

## فروش بلیط
قیمت بلیت در تاریخ ۱۶ سپتامبر ۲۰۱۴ اعلام شد و با قیمت رئال برزیل به فروش می‌رسد. در مجموع ۷٫۵ میلیون قطعه بلیت فروخته خواهد شد. مسابقات واقع در خیابان مانند دوچرخه‌سواری جاده، مسابقه پیاده‌روی سرعت و دوی ماراتن را می‌توان به صورت رایگان تماشا کرد. در میان ورزش‌های المپیک ریو ۲۰۱۶، دو و میدانی، والیبال و بسکتبال بیشترین قیمت‌های بلیت را به خود اختصاص داده‌اند.

## مشعل
مشعل المپیک ریو با حضور دیلما روسف رئیس‌جمهور برزیل و کارلوس آرتور نوزمن رئیس کمیته برگزاری المپیک ریو رونمایی شد. جنبش، نوآوری و سلیقه این‌ها سه موردی هستند که در مشعل المپیک ریو به چشم می‌خورد. طراحی این مشعل به گونه‌ای است که طبیعت برزیل یعنی آسمان، زمین، کوه‌ها و دریاها را در برمی‌گیرد. هدف از طراحی این مشعل بازتاب تعامل پرچم المپیک با گرمی و محبت مردم برزیل است که میزبانی المپیک را برای نخستین بار در آمریکای جنوبی بر عهده دارد. مشعل المپیک ریو از ۳۰۰ شهرستان برزیل عبور و در ۲۱ آوریل در المپیای یونان روشن می‌شود.

## لوگو و نماد

وینیسیوس و تام

نماد و آرم المپیک ریو به شکل سه انسان است که دست یکدیگر را در دست داشته و در حال حرکت هستند. رنگ‌های سبز، زرد و آبی آن‌ها هم رنگ‌های ملی برزیل هستند.
وینیسیوس و تام دو نماد المپیک ۲۰۱۶ برزیل هستند که در رای‌گیری عمومی برای مسابقات المپیک و پارالمپیک انتخاب شدند. یکی از این عروسک‌ها گربه‌ای زرد رنگ و دیگری عروسکی آبی رنگ با موهای شبیه به برگ است. گفته می‌شود که این عروسک‌ها نماد حیوانات و گیاهان برزیل هستند و برای ساخت و طراحی آن‌ها از خصوصیت‌های فرهنگی برزیل و کاراکترهای انیمیشن‌ها و بازی‌های کامپیوتری استفاده شده‌است.

## مشکلات

### اقتصادی
یکی از مشکلات بزرگ کشور میزبان موضوع رکود اقتصادی است که در آن تورم افزایش یافته، تولید ناخالص ملی کم شده و بیکاری نیز زیاد شده‌است. علی‌رغم وضعیت اولیه بحران شدید مالی جهان در سال ۲۰۰۸، رکود جهانی متعاقب آن و سقوط قیمت کالاها باعث شده بود که این کشور وارد شدیدترین و طولانی‌ترین دوران رکود خود شود، ارزش ارز در بازارهای بین‌المللی نصف شده بود و درآمد حاصل از نفت از بین رفته‌است. همچنین فروش بلیت بازی‌ها در برزیل به کُندی صورت می‌گیرد. هزینه برگزاری مسابقات تاکنون فراتر از آن چیزی بوده که برزیلی‌ها پیش‌بینی می‌کردند.
آخرین نظرسنجی رسمی که بین مردم برزیل برگزار شد نشان می‌دهد که ۶۳ درصد مردم فکر می‌کنند که برگزاری این مسابقات بیشتر از این که به رشد این کشور کمک کند، به آن ضربه می‌زند.

### بیماری
مشکل دیگر برزیل مقابله با پشه‌ها و برخی بیماری‌ها است. طبق آماری که اوایل ماه دسامبر ۲۰۱۵ منتشر شد، ۱٫۵۸ میلیون نفر در برزیل به تب دانگ مبتلا شده بودند. همچنین باید شیوع یک بیماری قارچی نیز اشاره کرد. از همه این‌ها بدتر شیوع یک ویروس به نام زیکا است. مقامات برزیلی تخمین زده‌اند که ۱٫۵ میلیون نفر به این ویروس در ماه‌های اخیر سال آلوده شده باشند و حتی برخی این آمار را ۳٫۲ میلیون نفر عنوان کرده‌اند. این در حالی است که زیکا در شمال شرقی یک منطقه فقیرنشین بدترین ضربات را وارد کرده و همچنین در ایالت ریودوژانیرو به سرعت گسترش پیدا کرده‌است.

### بهداشت و آب
دیوید هیوز رئیس تیم پزشکی کاروان استرالیا در المپیک ۲۰۱۶ ریودوژانیرو معتقد است که آب‌های آلوده در محل برگزاری مسابقات قایقرانی این بازی‌ها به مراتب از ویروس زیکا خطرناک‌تر است.

### رسوایی‌های سیاسی
در همه این سال‌ها بحران و رکود اقتصادی برزیل با مشکلات و رسوایی‌های سیاسی همراه بوده‌است، رسوایی‌هایی که مسیر آن‌ها همگی به مسئولان ارشد کشور ختم شده‌است. در حال حاضر کمیته کنگره برزیل به دنبال اعلام جرم علیه دیلما روسف، رئیس‌جمهور برزیل برای بررسی تخلف موجود در قوانین افزایش هزینه‌ها در کمپین انتخابات ۲۰۱۴ است. روسف و دیگر اعضای کابینه دولت با چالش بزرگی به نام شرکت نفتی پتروبراس هم روبه‌رو هستند که دچار فساد مالی وسیعی شده‌است و تحقیقات دربارهٔ پشتوانه‌های سیاسی، پولشویی و رشوه‌خواری مربوط به این فساد ادامه دارد.

## ورزش‌ها
- ورزش‌های آبی
  -  شیرجه (۸)
  -  شنا (۳۴)
  -  شنای موزون (۲)
  -  واترپلو (۲)
- تیراندازی با کمان (۴)
- دو و میدانی (۴۷)
- بدمینتون (۵)
- بسکتبال (۲)
- بوکس (۱۳)
- قایقرانی
  - اسلالوم (۴)
  - اسپرینت (۱۲)
- دوچرخه‌سواری
  - بی‌ام‌ایکس (۲)
  - دوچرخه‌سواری کوهستان (۲)
  - جاده (۴)
  - پیست (۱۰)
- سوارکاری
  - درساژ (۲)
  - اونتینگ (۲)
  - پرش (۲)
- شمشیربازی (۱۰)
- هاکی روی چمن (۲)
- فوتبال (۲)
- گلف (۲)
- ژیمناستیک
  - هنری (۱۴)
  - ریتمیک (۲)
  - ترامپولین (۲)
- هندبال (۲)
- جودو (۱۴)
- پنج‌گانه مدرن (۲)
- روئینگ (۱۴)
- راگبی ۷ نفره (۲)
- قایقرانی بادبانی (۱۰)
- تیراندازی (۱۵)
- تنیس روی میز (۴)
- تکواندو (۸)
- تنیس (۵)
- ورزش سه‌گانه (۲)
- والیبال
  - والیبال (۲)
  - والیبال ساحلی (۲)
- وزنه‌برداری (۱۵)
- کشتی
  - آزاد (۱۲)
  - فرنگی (۶)

## جدول مدال‌ها
راهنما
  *  کشور میزبان (برزیل)
| رتبه  | کشور                      | طلا | نقره | برنز | مجموع |
| ۱     | ایالات متحده آمریکا (USA) | ۴۶  | ۳۸   | ۳۷   | ۱۲۱   |
| ۲     | بریتانیا(GBR)             | ۲۷  | ۲۳   | ۱۷   | ۶۷    |
| ۳     | چین (CHN)                 | ۲۶  | ۱۸   | ۲۶   | ۷۰    |
| ۴     | روسیه (RUS)               | ۱۹  | ۱۷   | ۲۰   | ۵۶    |
| ۵     | آلمان (GER)               | ۱۷  | ۱۰   | ۱۵   | ۴۲    |
| ۶     | ژاپن (JPN)                | ۱۲  | ۸    | ۲۱   | ۴۱    |
| ۷     | فرانسه (FRA)              | ۱۰  | ۱۸   | ۱۴   | ۴۲    |
| ۸     | کره جنوبی (KOR)           | ۹   | ۳    | ۹    | ۲۱    |
| ۹     | ایتالیا (ITA)             | ۸   | ۱۲   | ۸    | ۲۸    |
| ۱۰    | استرالیا (AUS)            | ۸   | ۱۱   | ۱۰   | ۲۹    |
| ۱۱–۸۶ | جدول کامل                 | ۱۲۵ | ۱۴۹  | ۱۸۲  | ۴۵۶   |
| مجموع | مجموع                     | ۳۰۷ | ۳۰۶  | ۳۵۹  | ۹۷۲   |

## کشورهای که در این المپیک حضور داشتند
| کشورهای شرکت‌کننده در بازی‌های المپیک تابستانی ۲۰۱۶ |
| --- |
| - افغانستان (۱) - آلبانی (۵) - الجزایر (۶۵) - ساموآی آمریکا (۲) - آندورا (۵) - آنگولا (۲۳) - آنتیگوآ و باربودا (۴) - آرژانتین (۲۱۲) - ارمنستان (۳۳) - آروبا (۷) - استرالیا (۴۱۰) - اتریش (۶۸) - جمهوری آذربایجان (۵۶) - باهاما (۲۵) - بحرین (۲۵) - بنگلادش (۳) - باربادوس (۱۲) - بلاروس (۱۳۵) - بلژیک (۱۰۱) - بلیز (۳) - بنین (۶) - برمودا (۶) - بوتان (۲) - بولیوی (۱۲) - بوسنی و هرزگوین (۱۱) - بوتسوانا (۱۰) - برزیل (۴۶۵) (میزبان) - جزایر ویرجین بریتانیا (۲) - برونئی (۳) - بلغارستان (۵۱) - بورکینافاسو (۱) - بوروندی (۷) - کامبوج (۶) - کامرون (۲۳) - کانادا (۳۱۵) - کیپ ورد (۴) - جزایر کیمن (۳) - جمهوری آفریقای مرکزی (۲) - چاد (۲) - شیلی (۴۲) - چین (۴۱۳) - چین تایپه (۵۷) - کلمبیا (۱۴۷) - کومور (۲) - جمهوری کنگو (۶) - جزایر کوک (۷) - کاستاریکا (۸) - کرواسی (۸۶) - کوبا (۱۱۶) - قبرس (۱۷) - جمهوری چک (۱۰۷) - جمهوری دموکراتیک کنگو (۳) - دانمارک (۱۲۲) - جیبوتی (۵) - دومینیکا (۲) - جمهوری دومینیکن (۲۰) - اکوادور (۳۸) - مصر (۱۲۰) - السالوادور (۷) - گینه استوایی (۲) - اریتره (۹) - استونی (۴۵) - اتیوپی (۳۴) - ایالات فدرال میکرونزی (۱) - فیجی (۵۱) - فنلاند (۵۶) - فرانسه (۳۹۵) - گابن (۴) - گامبیا (۳) - گرجستان (۳۹) - آلمان (۴۲۵) - غنا (۱۱) - بریتانیای کبیر (۳۶۶) - یونان (۸۹) - گرنادا (۴) - گوآم (۵) - گواتمالا (۲۱) - گینه (۲) - گینه بیسائو (۳) - گویان (۶) - هائیتی (۸) - هندوراس (۲۶) - هنگ کنگ (۳۸) - مجارستان (۱۵۷) - ایسلند (۷) - هند (۱۲۰) - اندونزی (۲۸) - ایران (۶۴) - عراق (۲۳) - ایرلند (۷۴) - اسرائیل (۴۸) - ایتالیا (۲۹۵) - ساحل عاج (۱۱) - جامائیکا (۶۳) - ژاپن (۳۳۰) - اردن (۶) - قزاقستان (۱۰۳) - کنیا (۸۷) - کیریباتی (۱) - کوزوو (۸) - کویت (۷) - قرقیزستان (۱۶) - لائوس (۶) - لتونی (۳۴) - لبنان (۹) - لسوتو (۷) - لیبریا (۲) - لیبی (۵) - لیختن‌اشتاین (۳) - لیتوانی (۶۷) - لوکزامبورگ (۹) - مقدونیه (۶) - ماداگاسکار (۶) - مالاوی (۵) - مالزی (۳۱) - مالدیو (۲) - مالی (۲) - مالت (۲) - جزایر مارشال (۵) - موریتانی (۲) - موریس (۹) - مکزیک (۱۲۴) - مولداوی (۲۱) - موناکو (۲) - مغولستان (۴۰) - مونته‌نگرو (۳۴) - مراکش (۵۶) - موزامبیک (۴) - میانمار (۲) - نامیبیا (۱۱) - نائورو (۲) - نپال (۷) - هلند (۲۴۱) - نیوزیلند (۱۹۹) - نیکاراگوئه (۳) - نیجر (۲) - نیجریه (۶۳) - کره شمالی (۳۵) - نروژ (۶۶) - عمان (۳) - پاکستان (۷) - پالائو (۲) - فلسطین (۶) - پاناما (۱۰) - پاپوآ گینه نو (۸) - پاراگوئه (۱۱) - پرو (۲۷) - فیلیپین (۱۲) - لهستان (۲۳۸) - پرتغال (۹۲) - پورتوریکو (۴۲) - قطر (۳۵) - تیم پناهندگان المپیک (۱۰) - رومانی (۱۰۴) - روسیه (۲۶۵) - رواندا (۷) - سنت کیتس و نویس (۷) - سنت لوسیا (۴) - سنت وینسنت و گرنادین‌ها (۲) - ساموآ (۶) - سان مارینو (۴) - سائوتومه و پرنسیپ (۱) - عربستان سعودی (۱۰) - سنگال (۱۸) - صربستان (۱۰۴) - سیشل (۵) - سیرالئون (۲) - سنگاپور (۲۲) - اسلواکی (۵۲) - اسلوونی (۶۱) - جزایر سلیمان (۱) - سومالی (۲) - آفریقای جنوبی (۱۳۷) - سودان جنوبی (۲) - کره جنوبی (۲۰۵) - اسپانیا (۳۰۶) - سری‌لانکا (۹) - سودان (۴) - سورینام (۳) - سوازیلند (۲) - سوئد (۱۵۲) - سوئیس (۱۰۷) - سوریه (۴) - تاجیکستان (۷) - تانزانیا (۷) - تایلند (۴۶) - تیمور شرقی (۳) - توگو (۵) - تونگا (۷) - ترینیداد و توباگو (۲۶) - تونس (۶۱) - ترکیه (۹۸) - ترکمنستان (۷) - تووالو (۱) - اوگاندا (۱۹) - اوکراین (۱۸۳) - امارات متحده عربی (۱۰) - ایالات متحده آمریکا (۵۵۵) - اروگوئه (۱۷) - ازبکستان (۷۰) - وانواتو (۴) - ونزوئلا (۸۶) - ویتنام (۲۲) - جزایر ویرجین (۵) - یمن (۲) - زامبیا (۵) - زیمبابوه (۳۰) |

## تقویم
تقویم اعلام‌شدهٔ مسابقات در ۳۱ مارس ۲۰۱۵ به شرح زیر است:
| OC | افتتاحیه | ● | مسابقات | ۱ | مسابقه فینال | EG | جشنواره | CC | اختتامیه |

| آگوست                         | آگوست                         | ۳ چهار | ۴ پنج | ۵ جمعه | ۶ شنبه | ۷ یک | ۸ دو | ۹ سه | ۱۰ چهار | ۱۱ پنج | ۱۲ جمعه | ۱۳ شنبه | ۱۴ یک | ۱۵ دو | ۱۶ سه | ۱۷ چهار | ۱۸ پنج | ۱۹ جمعه | ۲۰ شنبه | ۲۱ یک | مدال‌های طلا |
| ----------------------------- | ----------------------------- | ------ | ----- | ------ | ------ | ---- | ---- | ---- | ------- | ------ | ------- | ------- | ----- | ----- | ----- | ------- | ------ | ------- | ------- | ----- | ----------- |
| مراسم‌ها (افتتاحیه / اختتامیه) | مراسم‌ها (افتتاحیه / اختتامیه) |        |       | OC     |        |      |      |      |         |        |         |         |       |       |       |         |        |         |         | CC    |             |
| تیراندازی با کمان             | تیراندازی با کمان             |        |       |        | ۱      | ۱    | ●    | ●    | ●       | ۱      | ۱       |         |       |       |       |         |        |         |         |       | ۴           |
| دو و میدانی                   | دو و میدانی                   |        |       |        |        |      |      |      |         |        | ۳       | ۵       | ۴     | ۵     | ۵     | ۴       | ۶      | ۷       | ۷       | 1     | ۴۷          |
| بدمینتون                      | بدمینتون                      |        |       |        |        |      |      |      |         | ●      | ●       | ●       | ●     | ●     | ●     | ۱       | ۱      | ۲       | ۱       |       | ۵           |
| بسکتبال                       | بسکتبال                       |        |       |        | ●      | ●    | ●    | ●    | ●       | ●      | ●       | ●       | ●     | ●     | ●     | ●       | ●      | ●       | 1       | 1     | ۲           |
| بوکس                          | بوکس                          |        |       |        | ●      | ●    | ●    | ●    | ●       | ●      | ●       | ●       | ۱     | ۱     | ۱     | ۱       | ۱      | ۱       | ۳       | ۴     | ۱۳          |
| قایقرانی                      | اسلالوم                       |        |       |        |        | ●    | ●    | ۱    | ۱       | ۲      |         |         |       |       |       |         |        |         |         |       | ۱۶          |
| قایقرانی                      | اسپرینت                       |        |       |        |        |      |      |      |         |        |         |         |       | ●     | ۴     | ●       | ۴      | ●       | ۴       |       | ۱۶          |
| دوچرخه‌سواری                   | جاده                          |        |       |        | 1      | 1    |      |      | 2       |        |         |         |       |       |       |         |        |         |         |       | ۱۸          |
| دوچرخه‌سواری                   | پیست                          |        |       |        |        |      |      |      |         | 1      | 2       | 2       | 1     | 1     | 3     |         |        |         |         |       | ۱۸          |
| دوچرخه‌سواری                   | بی‌ام‌ایکس                      |        |       |        |        |      |      |      |         |        |         |         |       |       |       | ●       | ●      | 2       |         |       | ۱۸          |
| دوچرخه‌سواری                   | کوهستان                       |        |       |        |        |      |      |      |         |        |         |         |       |       |       |         |        |         | 1       | 1     | ۱۸          |
| شیرجه                         | شیرجه                         |        |       |        |        | ۱    | ۱    | ۱    | ۱       |        | ●       | ●       | ۱     | ●     | ۱     | ●       | ۱      | ●       | ۱       |       | ۸           |
| سوارکاری                      | سوارکاری                      |        |       |        | ●      | ●    | ●    | 2    | ●       | ●      | ۱       |         | ●     | ۱     | ●     | ۱       |        | ۱       |         |       | ۶           |
| شمشیربازی                     | شمشیربازی                     |        |       |        | ۱      | ۱    | ۱    | ۱    | ۲       | ۱      | ۱       | ۱       | ۱     |       |       |         |        |         |         |       | ۱۰          |
| هاکی روی چمن                  | هاکی روی چمن                  |        |       |        | ●      | ●    | ●    | ●    | ●       | ●      | ●       | ●       | ●     | ●     | ●     | ●       | 1      | 1       |         |       | ۲           |
| فوتبال                        | فوتبال                        | ●      | ●     |        | ●      | ●    |      | ●    | ●       |        | ●       | ●       |       |       | ●     | ●       |        | ۱       | ۱       |       | ۲           |
| گلف                           | گلف                           |        |       |        |        |      |      |      |         | ●      | ●       | ●       | 1     |       |       | ●       | ●      | ●       | 1       |       | ۲           |
| ژیمناستیک                     | هنری                          |        |       |        | ●      | ●    | 1    | 1    | 1       | 1      |         |         | 4     | 3     | 3     | EG      |        |         |         |       | ۱۸          |
| ژیمناستیک                     | ریتمیک                        |        |       |        |        |      |      |      |         |        |         |         |       |       |       |         |        | ●       | 1       | 1     | ۱۸          |
| ژیمناستیک                     | ترامپولین                     |        |       |        |        |      |      |      |         |        | 1       | 1       |       |       |       |         |        |         |         |       | ۱۸          |
| هندبال                        | هندبال                        |        |       |        | ●      | ●    | ●    | ●    | ●       | ●      | ●       | ●       | ●     | ●     | ●     | ●       | ●      | ●       | 1       | 1     | ۲           |
| جودو                          | جودو                          |        |       |        | ۲      | ۲    | ۲    | ۲    | ۲       | ۲      | ۲       |         |       |       |       |         |        |         |         |       | ۱۴          |
| پنج‌گانه                       | پنج‌گانه                       |        |       |        |        |      |      |      |         |        |         |         |       |       |       |         | ●      | 1       | 1       |       | ۲           |
| روئینگ                        | روئینگ                        |        |       |        | ●      | ●    | ●    | ●    | ۲       | ۴      | ۴       | ۴       |       |       |       |         |        |         |         |       | ۱۴          |
| راگبی ۷ نفره                  | راگبی ۷ نفره                  |        |       |        | ●      | ●    | ۱    | ●    | ●       | ۱      |         |         |       |       |       |         |        |         |         |       | ۲           |
| قایق‌رانی بادبانی              | قایق‌رانی بادبانی              |        |       |        |        |      | ●    | ●    | ●       | ●      | ●       | ●       | ۲     | ۲     | ۲     | ۲       | ۲      |         |         |       | ۱۰          |
| تیراندازی                     | تیراندازی                     |        |       |        | ۲      | ۲    | ۲    | ۱    | ۲       | ۱      | ۲       | ۲       | ۱     |       |       |         |        |         |         |       | ۱۵          |
| شنا                           | شنا                           |        |       |        | ۴      | ۴    | ۴    | ۴    | ۴       | ۴      | ۴       | ۴       |       | 1     | 1     |         |        |         |         |       | ۳۴          |
| شنای موزون                    | شنای موزون                    |        |       |        |        |      |      |      |         |        |         |         | ●     | ●     | ۱     |         | ●      | ۱       |         |       | ۲           |
| تنیس روی میز                  | تنیس روی میز                  |        |       |        | ●      | ●    | ●    | ●    | ۱       | ۱      | ●       | ●       | ●     | ●     | ۱     | ۱       |        |         |         |       | ۴           |
| تکواندو                       | تکواندو                       |        |       |        |        |      |      |      |         |        |         |         |       |       |       | ۲       | ۲      | ۲       | ۲       |       | ۸           |
| تنیس                          | تنیس                          |        |       |        | ●      | ●    | ●    | ●    | ●       | ●      | ۱       | ۱       | ۳     |       |       |         |        |         |         |       | ۵           |
| سه‌گانه                        | سه‌گانه                        |        |       |        |        |      |      |      |         |        |         |         |       |       |       |         | 1      |         | 1       |       | ۲           |
| والیبال                       | والیبال ساحلی                 |        |       |        | ●      | ●    | ●    | ●    | ●       | ●      | ●       | ●       | ●     | ●     | ●     | 1       | 1      |         |         |       | ۴           |
| والیبال                       | والیبال                       |        |       |        | ●      | ●    | ●    | ●    | ●       | ●      | ●       | ●       | ●     | ●     | ●     | ●       | ●      | ●       | 1       | 1     | ۴           |
| واترپلو                       | واترپلو                       |        |       |        | ●      |      | ●    | ●    | ●       | ●      | ●       | ●       | ●     | ●     | ●     | ●       | ●      | 1       | 1       |       | ۲           |
| وزنه‌برداری                    | وزنه‌برداری                    |        |       |        | ۱      | ۲    | ۲    | ۲    | ۲       |        | ۲       | ۱       | ۱     | ۱     | ۱     |         |        |         |         |       | ۱۵          |
| کشتی                          | کشتی                          |        |       |        |        |      |      |      |         |        |         |         | ۲     | ۲     | ۲     | ۳       | ۳      | ۲       | ۲       | ۲     | ۱۸          |
| مجموع مدال‌های طلا             | مجموع مدال‌های طلا             |        |       |        | ۱۲     | ۱۴   | ۱۴   | ۱۵   | ۲۰      | ۱۹     | ۲۴      | ۲۱      | ۲۲    | ۱۷    | ۲۵    | ۱۶      | ۲۳     | ۲۲      | ۳۰      | ۱۲    | ۳۰۶         |
| Cumulative total              | Cumulative total              |        |       |        | ۱۲     | ۲۶   | ۴۰   | ۵۵   | ۷۵      | ۹۴     | ۱۱۸     | ۱۳۹     | ۱۶۱   | ۱۷۸   | ۲۰۳   | ۲۱۹     | ۲۴۲    | ۲۶۴     | ۲۹۴     | ۳۰۶   |             |
| آگوست                         | آگوست                         | ۳ چهار | ۴ پنج | ۵ جمعه | ۶ شنبه | ۷ یک | ۸ دو | ۹ سه | ۱۰ چهار | ۱۱ پنج | ۱۲ جمعه | ۱۳ شنبه | ۱۴ یک | ۱۵ دو | ۱۶ سه | ۱۷ چهار | ۱۸ پنج | ۱۹ جمعه | ۲۰ شنبه | ۲۱ یک | مدال‌های طلا |

## صدا و سیما
گلوبو گروپ عهده‌دار ضبط و پخش مسابقات در برزیل است. صد شبکه معتبر تلویزیونی و رادیویی نیز در سراسر جهان حق پخش مسابقات المپیک ریو را خریداری کرده‌اند. ان‌بی‌سی، بی‌بی‌سی، کانال +، رده گلوبو، رای و زد د اف از جمله شبکه‌های پوشش دهنده مسابقات می‌باشند. با توجه به قراردادهای کنونی، این بازی‌ها از شبکهٔ ان‌بی‌سی در ایالات متحده پخش خواهد شد. ۲۸ رشتهٔ ورزشی در این المپیک برگزار خواهد شد و رشته‌های راگبی ۷نفره و گلف برای اولین بار به برنامهٔ مسابقات اضافه شده‌اند.